# Bosson
Bosson, pseudonimo di Erik Staffan Olsson (Ballangen, 21 febbraio 1975), è un cantante e compositore svedese.
Ha pubblicato cinque album in studio e molteplici singoli e ha inoltre collaborato con vari artisti internazionali, tra cui Amy Grant. Si è inoltre esibito con Dima Bilan, poiché molto famoso in Russia e nei paesi dell'Est Europa. 
Tra gli eventi importanti della sua carriera, ha aperto i concerti di Britney Spears, è stato in tour con Kylie Minogue ed ha scritto canzoni per il chitarrista Al Di Meola. È lui che canta il tema principale della serie animata Duck Tales.

## Carriera
Il suo nome d'arte deriva dal nome del padre, Bo, quindi lui è "il figlio di Bo" (in inglese: Bo's son).
Si fece notare nel 1994 in un talent show intitolato Sikta mot stjärnorna, imitando Michael Jackson nell'interpretazione di Black or White. Il grande successo arrivò però nei primissimi anni 2000, con il secondo album dell'artista One in a Million e il singolo omonimo, che scalò le classifiche europee e asiatiche. Il brano era già famoso perché faceva parte della colonna sonora del film statunitense Miss Detective, con protagonista Sandra Bullock. In realtà il cantante aveva scritto il brano (nominato anche per il Golden Globe) per la sua allora fidanzata Jessica Olérs, Miss Svezia 1998.
Nel 2003 uscì il fortunato Rockstar, seguito nel 2007 dal quarto album Future's Gone Tomorrow/Life Is Here Today. Il quinto album in studio dell'artista, Best of 11-Twelve, è stato pubblicato nel giugno 2013.

## Discografia

### Album in studio
- 1998 – The Right Time
- 2002 – One in a Million
- 2003 – Rockstar
- 2007 – Future's Gone Tomorrow/Life Is Here Today
- 2013 – Best of 11-Twelve

### Singoli
- 1997 –  Baby Don't Cry
- 1999 – We Live
- 2001 – One in a Million
- 2001 – I Believe
- 2001 – Over the Mountains
- 2002 – This Is Our Life
- 2003 – You Opened My Eyes
- 2003 – A Little More Time
- 2004 – Efharisto
- 2004 – Falling in Love
- 2004 – I Need Love
- 2006 – You
- 2007 – What If I
- 2007 – I Can Feel Love
- 2007 – Believe in Love
- 2011 – Guardian Angel
- 2012 – 10.000 Feet
- 2013 – Every Single Time
- 2018 – Vi Borde Andas Samma Luft

### Raccolte
- 2005 – The Best
- 2009 – One in a Million - The Hit Collection
- 2010 – The Best Collection

### Collaborazioni
- 2002 – Weightless (con Emma Andersson)
- 2009 – One in a Million (con Elizma Theron)
- 2012 – Love Is in the Air (con Baby Bash & Apollo-4)
- 2013 – Toboj živu (Тобой живу) (con Katja Lel')
- 2016 – Eagle in the Sky (con Sunbeat)
- 2017 – My Love (con Edgar)
- 2018 – Ona (Она) (con Edgar)